# آلدرسید، استرالیای غربی
آلدرسید (به انگلیسی: Aldersyde) یک شهرک در استرالیا است که در استرالیای غربی واقع شده‌است.